# Lovereads
Lovereads är ett svenskt bokförlagsimprint, inriktat på modern romancelitteratur. Imprintet lanserades 2017 av Bokförlaget Forum inom Bonnierförlagen. 
Lovereads ger ut både svenska och översatta författarskap, och fokuserar på samtida berättelser med romantiska teman. Bland imprintets författare finns bland andra Colleen Hoover, Julia Quinn, Rebecca Yarros, Heléne Holmström och Christoffer Holst.